# Can Guivernau
Can Guivernau era un gran casal de planta rectangular, que presentava tres pisos amb parets molt gruixudes, del municipi de Roda de Berà (Tarragonès) protegit com a bé cultural d'interès local. Destacava d'entre les cases del voltant per la seva grandària. El gener de 2025 l'edifici es va ensorrar quedant en peu només la façana.

## Descripció
Es tractava d'un gran casal de planta rectangular de tres pisos amb unes parets de gruix considerable. Destacava entre les cases del voltant per les seves dimensions.
En la part superior de la façana posterior és on es pot veure, en part, com era l'edifici original. Després de l'enderroc d'una construcció que hi havia adossada, es pot apreciar una mica millor. Les finestres són petites i destaca el ràfec amb gran volada.

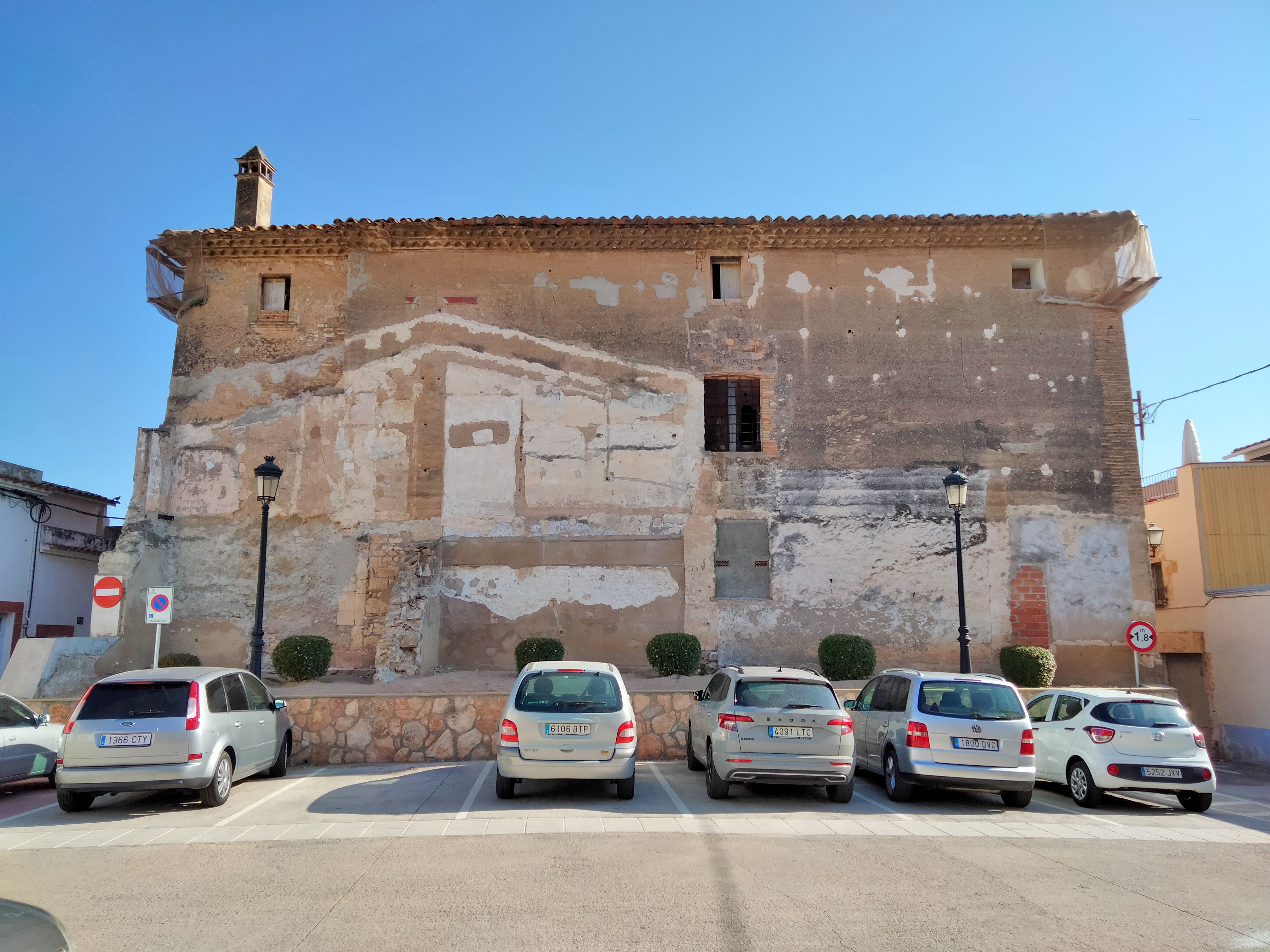
Façana posterior, que dona a la plaça de l'Església; s'hi aprecien les finestres petites de dalt de tot i el ràfec, així com les marques de la casa adossada enderrocada

La coberta, de quatre vessants, se sosté amb bigues de fusta i sostre de canyes.
No podem saber com era la façana original, ja que ha estat totalment emmascarada per les intervencions que s'hi han fet al llarg del temps.
La façana que podem veure avui en dia no és del tot simètrica pel que fa a la distribució de les obertures. A nivell de carrer trobem dues portes d'accés; destaca la de la dret per les seves dimensions. Hi trobem quatre finestres: tres a un costat de la porta principal i l'altra a la banda dreta. Al primer pis les obertures presenten una disposició simètrica: tres balcons independents al centre i una finestra a banda i banda. Per acabar, en el cos central hi ha tres obertures ovalades que corresponen a les golfes. La façana presenta un acabat esglaonat. Als costats està rematada per una balustrada i al centre per un frontó mixtilini damunt d'una cornisa que descansa sobre permòdols.

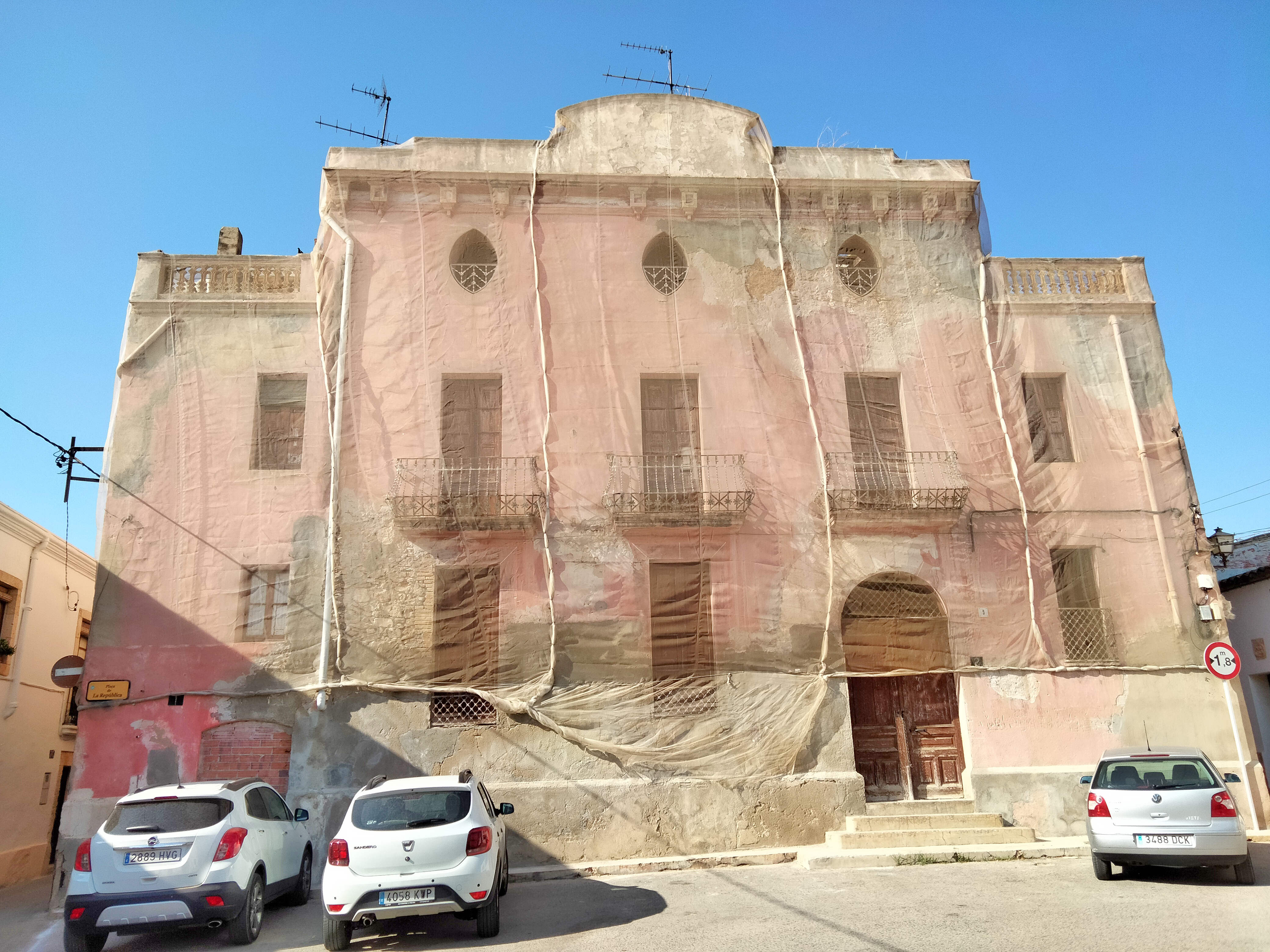
La façana principal, a la plaça de la República, l'agost del 2023, tapada amb una xarxa a causa del mal estat del parament

En l'edifici, hi trobem diferents sistemes constructius, materials diversos i gruixos de paret diferents que en posen de manifest la llarga vida.
Destaca però la similitud amb la torre d'en Dolça de Vila-seca pel que fa al sistema constructiu: gruix de les parets, visible en les finestres, blocs de morter amb petites pedres (que és pròpia de l'època medieval).
A ran d'una visita feta, l'11 d'agost de 2002, per part de membres del Centre d'Estudis Rodencs, al soterrani de cal Guivernau es van veure una sèrie d'obertures que podrien comunicar amb cal Virgili, així com una cisterna feta amb carreus.

## Història
En un document notarial de 1793 que hi ha a l'Arxiu Històric de Tarragona apareix esmentat cal Guivernau com un immoble que constava de "casa, pati i forn" i s'indica que era conegut com "lo castell".
La seva ubicació en el lloc més alt del poble, pròxim a l'església al costat d'una plaça és un model que es repeteix en altres castells dels pobles de Tarragona, com el castell de Torredembarra, del segle xv, castell de Creixell del segle xvi...
És molt probable que es tracti del castell de Roda de Barà, per les seves dimensions i per la seva ubicació, continuador de l'antic castell medieval de Roda que estudis recents identifiquen amb l'anomenada torre de Cucurull, al voltant de la qual es conserven diverses restes de murs.
Des de 1903 cal Guivernau acollia l'escola de nenes i per això va patir algunes transformacions.
La façana principal fou reformada entorn 1930 pel mestre d'obres local Marià Bonan. En aquest moment, probablement, es van afegir dues terrasses a la part superior i es van modificar o afegir alguna de les obertures que presenten forma ovalada. Els balcons probablement daten del segle xix per les seves característiques.
Es té coneixement que un dels laterals de la casa comptava amb quatre contraforts que l'any 1928 es van eliminar per facilitar el pas dels carros. La casa comptava amb un baluard al davant que incloïa un pati, avui dia transformat en plaça. El carrer entre cal Virgili i cal Guivernau era d'ús privat i que es va obrir al públic al segle XX
Al novembre de 2023 s'inicien les obres de restauració per convertir l'edifici en la biblioteca municipal. En descobrir restes arquelògiques s'aturen al març de 2024 a l'espera de l'anàlisi de les troballes. En concret de la presència d'arcs adovellats i tines d'origen medieval.
El gener de 2025 part de l'edifici es va ensorrar. Es decidí enderrocar la façana principal que quedava en peu pel risc que suposava i l'impossibilitat de restaurar-la.